# Reynold A. Nicholson
Reynold A. Nicholson, född 1868, död 1945, var en framstående engelsk orientalist och en av de främsta kännarna av den persiske poeten Jalal al-din Rumi. Han var professor i flera år vid Cambridge University i England och översatte flera sufiska klassiker till engelska, däribland Rumis magnum opus: Masnawi-yi ma'nawi (Andlig dikt) som publicerades i åtta volymer. Nicholson studerade och översatte också den indiske poeten Mohammad Iqbal.